# Brixia pullomaculata
Brixia pullomaculata är en insektsart som beskrevs av Victor Lallemand och Synave 1954. Brixia pullomaculata ingår i släktet Brixia och familjen kilstritar. Inga underarter finns listade i Catalogue of Life.